# دانيال كافاليرو
دانيال كافاليرو (بالإيطالية: Daniele Cavaliero)‏ مواليد 10 يناير 1984 في ليكو، إيطاليا، هو لاعب كرة سلة إيطالي. بدأ مسيرته الاحترافية في سنة 1999. يلعب في الدوري الإيطالي لكرة السلة الدرجة الثانية كلاعب هجوم خلفي. يبلغ طوله 6 قدم 2 بوصة (1.9 م).

## المسيرة الاحترافية
لعب مع أولمبيا ميلانو في الدوري الإيطالي من سنة 2004 إلى 2006، ثم لعب مع روزيتو شاركز في سنة 2006، ثم لعب مع فورتيتودو بولونيا في الدوري الإيطالي في موسم 2006–2007، ثم لعب مع إس إس فليتشي سكاندون في موسم 2007–2008، ثم لعب مع سوتور باسكت مونتيجرانارو من سنة 2008 إلى 2011، ثم لعب مع فيكتوريا يبرتاس بيزارو في الدوري الإيطالي من سنة 2011 إلى 2013، ثم لعب مع إس إس فليتشي سكاندون من سنة 2013 إلى 2015، ثم لعب مع بالاكانسترو فاريزي في الدوري الإيطالي من سنة 2015 إلى 2017.

## روابط خارجية
- دانيال كافاليرو على موقع الاتحاد الدولي لكرة السلة (الإنجليزية)
- دانيال كافاليرو على موقع الدوري الأوروبي لكرة السلة (الإنجليزية)
- دانيال كافاليرو على موقع كرة السلة الأوروبية.كوم (الإنجليزية)
- دانيال كافاليرو على موقع ريلجم (الإنجليزية)
- دانيال كافاليرو على موقع بروبوليرز (الإنجليزية)
- دانيال كافاليرو على موقع سبورتس رفرنس (الإنجليزية)